# Get (chanson)
Pour les articles homonymes, voir Get.
 (mars 2012).
Si vous disposez d'ouvrages ou d'articles de référence ou si vous connaissez des sites web de qualité traitant du thème abordé ici, merci de compléter l'article en donnant les références utiles à sa vérifiabilité et en les liant à la section « Notes et références ».
Singles de Michiyo Heike
Sotsugyō ~Top of the World~
(1998)
 Get (stylisé GET) est le premier single de la chanteuse Michiyo Heike.

## Présentation
Le single sort le 5 novembre 1997 au Japon sur le label Warner Music Japan, à la suite de la victoire de Michiyo Heike à un concours de chant pour l'émission Asayan ; Get est la chanson écrite pour l'occasion que les finalistes (dont les futures membres du groupe Morning Musume) devaient interpréter pour décider le jury (les membres du groupe Sharam Q). Le single atteint la 24e place du classement de l'Oricon, et reste classé pendant six semaines, se vendant à 70 260 exemplaires durant cette période ; il restera le disque le plus vendu de la chanteuse.
Le single est produit et composé par Hatake, guitariste de Sharam Q ; le chanteur du groupe, Tsunku, a écrit les paroles de la chanson en "face A", tandis que son batteur Makoto a écrit celles de la "face B". Les deux chansons figureront sur le premier album de la chanteuse, Teenage Dream, qui sort cinq mois plus tard. La chanson-titre figurera aussi sur sa compilation de singles For Ourself ~Single History~ de 2000.

## Liste des titres
1. Get (GET?)
2. Prepare (プリペアー?)
3. Get (Original Karaoke) (GET (オリジナル・カラオケ)?)